# Subaru B11S
La Subaru B11S est un concept de 2003 présenté au 73e Salon Automobile de Genève.